# De geest van gras
De geest van gras is een Nederlandse televisiefilm uit 1983 van Marleen Gorris.

## Verhaal
Tijdens het maken van een documentaire over Mevrouw de Ridder, raakt radiomaakster Marjan steeds meer geïntrigeerd door haar. Dit leidt er zelfs toe dat hun levens steeds meer verstrikt raken.

## Rolverdeling
| Acteur           | Personage         | Opmerkingen |
| ---------------- | ----------------- | ----------- |
| Nettie Blanken   | Marjan            | Hoofdrol    |
| Edwin de Vries   |                   |             |
| Jan De Winter    |                   |             |
| Beer Gertenbach  |                   |             |
| Jan Jaap Janssen |                   |             |
| Hedie Meyling    |                   |             |
| Ann Petersen     | Mevrouw de Ridder | Hoofdrol    |
| Karel Roskam     |                   |             |
| Heleen van Meurs |                   |             |